# Чакачакаре
Чакачакаре (слухатиⓘ) — острів у Республіці Тринідад і Тобаго, розташований на 10° 41' північної широти та 61° 45' західної довготи . Площа острова становить 360 гектарів.
Це один із островів Бокас, які лежать у Бокас-дель-Драгон (Паща Драконів) між Тринідадом і Венесуелою . Чакачакаре — найзахідніший з островів Бокас, які належать Тринідаду і Тобаго. Острів Патос, який лежить далі на захід, був частиною Тринідаду і Тобаго до 1942 року, коли він був переданий Венесуелі в обмін на скелю Сольдадо . 

## Історія
Острів був помічений Христофором Колумбом під час його третьої подорожі Новим Світом 12 серпня 1498 року, і його маленький флот провів ніч на якорі в Мавпячій гавані.  Він назвав острів «Порт котів», тому що почув рев тих, хто вважав дикими котами, помилково прийнявши крик ревунів за диких котів. Його також називають "El Caracol" ( Равлик ) через його форму. У різні періоди своєї історії Чакачакаре служив бавовняною плантацією, китобійною станцією та колонією прокажених .
Венесуельський революціонер Сантьяго Маріньо, який пізніше об’єднав сили з Симоном Боліваром і зіграв важливу роль у звільненні Венесуели від іспанського правління, використав Чакачакаре як базу для свого успішного вторгнення до Венесуели у 1813 році з невеликою групою з 45 «патріотів».  Його сестра, Консепсьйон Маріньо, зі свого маєтку на острові брала участь у Війні за незалежність Венесуели . 
Острів став колонією для прокажених, заснованою британським урядом колонії Тринідад у 1860-х роках. Чоловіків і жінок колонії тримали окремо, їм не дозволяли відвідувати ззовні та виходити. Про прокажених доглядали французькі черниці-домініканки, двоє з яких підхопили проказу ; одна з них покінчила життя самогубством .
У 1942 році 1000 морських піхотинців США були дислоковані на Чакачакаре та побудували казарми по всьому острову, привізши з собою дизельні генератори, які вперше забезпечили острів електроенергією. Влада почала послаблювати суворі правила колонії, наприклад, дозволяючи чоловікам і жінкам змішуватися. Завдяки покращенню лікування прокази та занепаду домініканського ордену острів був покинутий після 1984 року, коли черниці покинули свої помешкання, а останній прокажений на острові помер.
У 1999 році Дональд Трамп відвідав Чакачакаре під час конкурсу «Міс Всесвіт» і задумав побудувати на острові казино та готель; однак ця ідея не була реалізована.
Сьогодні Чакачакаре залишається незаселеним, за винятком працівників, які обслуговують маяк на вершині острова. Індуїстський храм, заснований у 1945 році, продовжує функціонувати з періодичними релігійними заходами. Він також регулярно використовується для кемпінгу та відвідувань човнярів. Багато тринідадців їдуть на цей острів, а також на Монос і Уевос для одноденних поїздок. У народі це називають «спускатися по островах».

## Місця

### Скелі Боло
Скелі Боло - це серія скель, розташованих у південно-західній точці Чакачакаре. Вони були названі на честь раба на ім’я Боло, який працював на китобійній станції на острові.

### Острів Кабресс
Острів Кабресс — це дуже маленький острівець, розташований недалеко від північної точки Чакачакаре.

## Дивитися також
- Список островів Тринідад і Тобаго

## Галерея

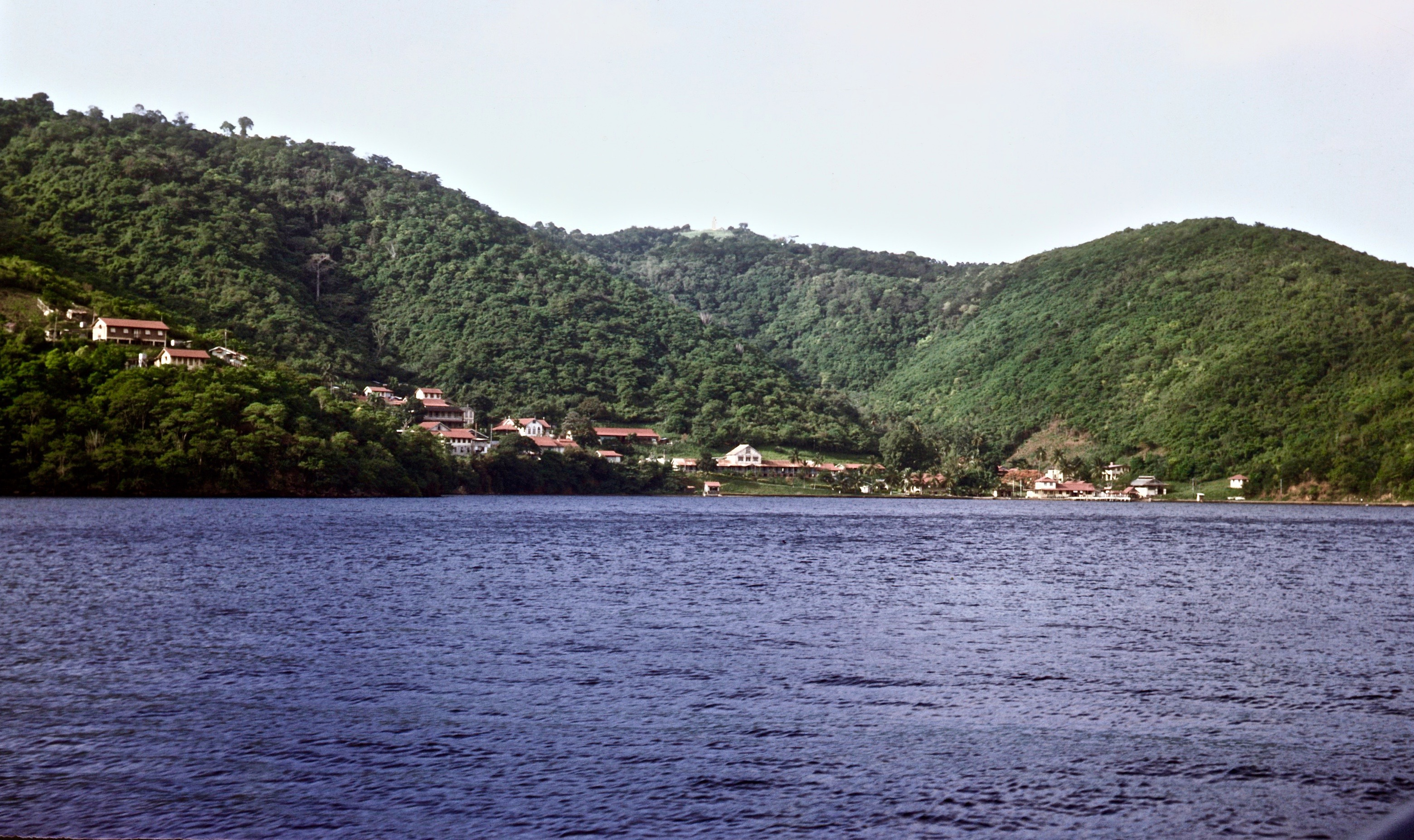
Наближення до колонії прокажених на острові Чакачакаре, Тринідад
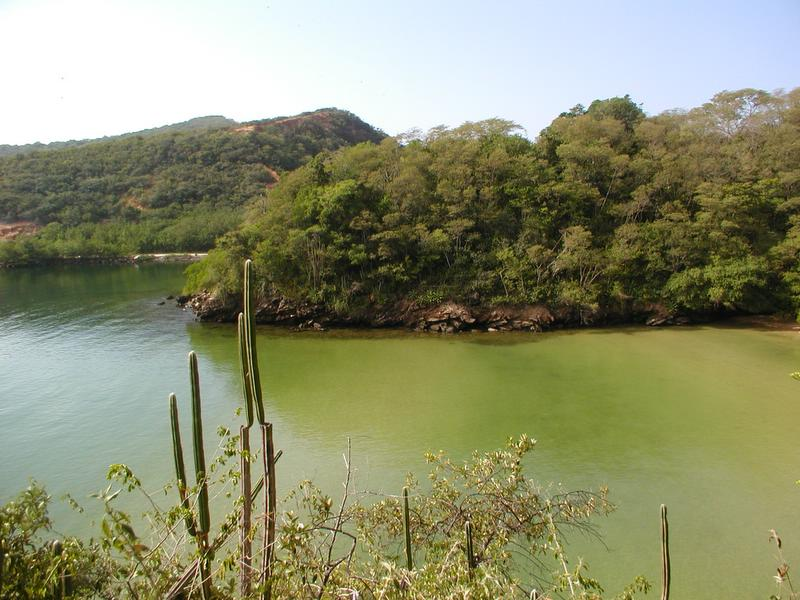
Тропічний сухий ліс, Chacachacare
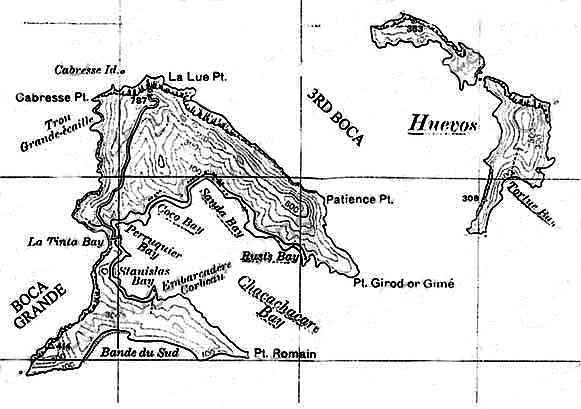
Карта Чакачакаре (1927)
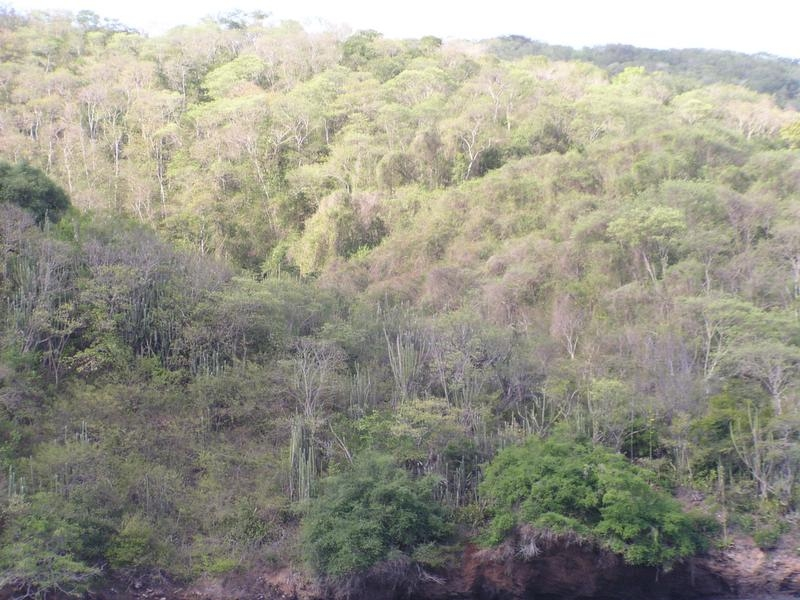
Сухий ліс Тринідаду і Тобаго на Чакачакаре, що демонструє листяну природу рослинності в сухий сезон
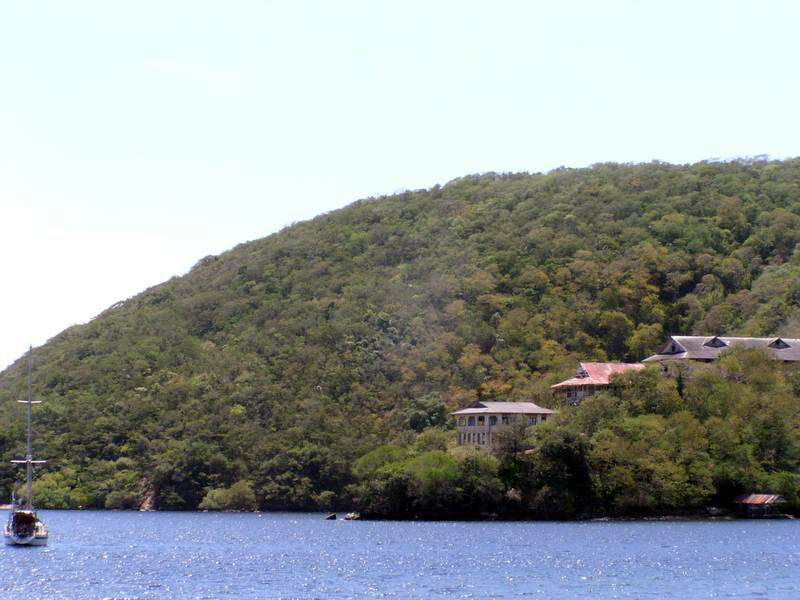
Покинуті черниці, Чакачакаре

## Зовнішні посилання
- Тім Макдональд. «Chacachacare: Сумна спадщина ідилічного острова в Карибському морі» , Tri-City Herald через Associated Press. Перевірено 21 листопада 2022 р.
- Інтерактивна карта Chacachacare, Управління розвитку Chaguaramas. Перевірено 21 листопада 2022 р.